# Marios Dīmītriou (calciatore 1992)
Marios Dīmītriou (in greco Μάριος Δημητρίου?; Nicosia, 25 dicembre 1992) è un calciatore cipriota, difensore dell'AEK Larnaca.

## Carriera

### Club
Cresciuto nel settore giovanile dell'Omonia, ha esordito in prima squadra il 24 novembre 2012 disputando l'incontro di A' Katīgoria vinto 4-2 contro l'AEP Paphos.

### Nazionale
L'11 ottobre 2021 ha esordito con la nazionale cipriota giocando l'incontro pareggiato 2-2 contro Malta, valido per le qualificazioni al campionato mondiale di calcio 2022.

## Statistiche

### Cronologia presenze e reti in nazionale
| Cronologia completa delle presenze e delle reti in nazionale ― Cipro | Cronologia completa delle presenze e delle reti in nazionale ― Cipro | Cronologia completa delle presenze e delle reti in nazionale ― Cipro | Cronologia completa delle presenze e delle reti in nazionale ― Cipro | Cronologia completa delle presenze e delle reti in nazionale ― Cipro | Cronologia completa delle presenze e delle reti in nazionale ― Cipro | Cronologia completa delle presenze e delle reti in nazionale ― Cipro | Cronologia completa delle presenze e delle reti in nazionale ― Cipro |
| Data                                                                 | Città                                                                | In casa                                                              | Risultato                                                            | Ospiti                                                               | Competizione                                                         | Reti                                                                 | Note                                                                 |
| -------------------------------------------------------------------- | -------------------------------------------------------------------- | -------------------------------------------------------------------- | -------------------------------------------------------------------- | -------------------------------------------------------------------- | -------------------------------------------------------------------- | -------------------------------------------------------------------- | -------------------------------------------------------------------- |
| 11-10-2021                                                           | Larnaca                                                              | Cipro                                                                | 2 – 2                                                                | Malta                                                                | Qual. Mondiali 2022                                                  | -                                                                    | 58’ 86’                                                              |
| 11-11-2021                                                           | San Pietroburgo                                                      | Russia                                                               | 6 – 0                                                                | Cipro                                                                | Qual. Mondiali 2022                                                  | -                                                                    | 46’                                                                  |
| 14-11-2021                                                           | Lubiana                                                              | Slovenia                                                             | 2 – 1                                                                | Cipro                                                                | Qual. Mondiali 2022                                                  | -                                                                    |                                                                      |
| Totale                                                               |                                                                      | Presenze                                                             | 3                                                                    |                                                                      | Reti                                                                 | 0                                                                    |                                                                      |

## Palmarès

### Club

#### Competizioni nazionali
- Coppa di Cipro: 1

Pafos FC: 2023-2024